# Tillandsia milagrensis
Tillandsia milagrensis es una especie de planta epífita dentro del género  Tillandsia, perteneciente a la  familia de las bromeliáceas.  Es originaria de Brasil.

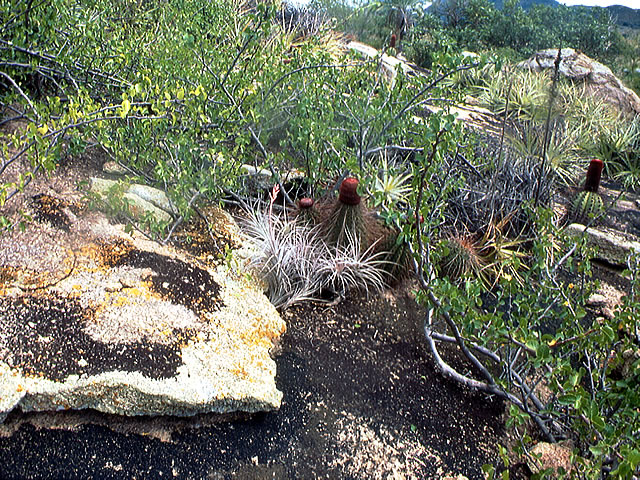
En su hábitat

## Taxonomía
Tillandsia milagrensis fue descrita por Elton Martinez Carvalho Leme y publicado en Journal of The Bromeliad Society 43(6): 243. 1993.
Etimología
Tillandsia: nombre genérico que fue nombrado por Carlos Linneo en 1738 en honor al médico y botánico finlandés Dr. Elias Tillandz (originalmente Tillander) (1640-1693).
milagrensis: epíteto geográfico que alude a su localización en Milagres. 